# Jim Jim
Jim Jim – wodospad znajdujący się w Australii (Terytorium Północne), w parku narodowym Kakadu, na rzece Jim Jim Creek. Jeden z najwyższych wodospadów w Australii. Przepływ wody jest silnie sezonowy – w okresie suchym zasilający go strumień przestaje płynąć, natomiast sadzawka pod wodospadem utrzymuje się cały rok. W porze deszczowej bardzo trudno dostępny, obejrzenie go w czasie maksymalnego przepływu jest możliwe właściwie wyłącznie z powietrza.
Wodospad powstał na krawędzi grubej na ok. 200 m warstwy piaskowców leżącej na warstwie skał granitowych. Piaskowce te zostały lokalnie (w szczelinach i spękaniach) wysycone krzemionką, która zastąpiła materiały ilaste zazwyczaj łączące ziarna piasku w piaskowcach; w wyniku tego procesu, piaskowce te mają twardą, odporną na erozję powierzchnię, a utworzone przez nie klify są stabilne. Wodospad spada po tak utwardzonych skałach w dwóch kaskadach, wyższej, pięćdziesięciometrowej i niższej, o wysokości 150 m. Poniżej górnej kaskady tworzy dwa kotły, a poniżej dolnej – jeden. Kaskady wodospadu można oglądać, podchodząc różnymi ścieżkami (górna kaskada jest niewidoczna dla obserwatora spod dolnej).
Ma wysokość ok. 200 m, z czego najwyższy próg osiąga wysokość 150 m.